# Keeper of the Flame (Golden Earring)
Keeper of the Flame is een muziekalbum van Golden Earring uit mei 1989.
Keeper of the Flame kwam tot stand in een buitengewoon moeilijke periode voor de Nederlandse popmuziek in het algemeen en voor Golden Earring in het bijzonder. Na de golf van de nederpop (Doe Maar, Het Goede Doel, Frank Boeijen Groep, Toontje Lager, Drukwerk, Hans de Booij, maar ook Time Bandits, Vitesse, Dolly Dots én Golden Earring) begin jaren tachtig, verloor de Nederlandse popmuziek in de tweede helft van het decennium rampzalig aan populariteit. Tel daarbij de heftige discobeat op die de hitparade domineerde, en het verklaart waarom een rockformatie als Golden Earring het moeilijk had. Een fikse belastingaanslag zorgde bijna voor de definitieve knock-out. The Hole uit 1986 was een matig succes en productioneel een hellevaart voor de band. George Kooymans en Barry Hay zochten zelfs hun heil in een soloalbum – tevergeefs zoals al snel bleek. In 1988 volgde om de ergste klappen op te vangen de eerste compilatie sinds 1975, inclusief de single My Killer My Shadow, een liedje dat ternauwernood niet door Dick Maas werd gebruikt als de soundtrack van zijn film Amsterdamned. Keeper of the Flame volgt een jaar later en is doordrongen van de elektronica, zoals blijkt in Can Do That en Keeper of the Flame. De productie was in handen van John Sonneveld, die voortaan een vaste kracht achter de knoppen werd. De single is Turn the World Around, met een videoclip van Dick Maas, en haalde net de top tien. De tweede single Distant Love werd amper opgemerkt. Ook het album zelf was een matig succes. Aardig is wel dat Keeper of the Flame de eerste reguliere elpee van Golden Earring is die ook meteen op cd werd uitgebracht en daarop twee extra nummers meekreeg: Nighthawks en een langere, experimentele versie van My Killer My Shadow.

## Nummers
1. Can Do That (4.22)
2. Too Much Woman (Not Enough Girl) (3.45)
3. One Word (4.24)
4. Keeper of the Flame (6.01)
5. Turn the World Around (5.31)
6. Circles (4.07)
7. Say My Prayer (4.11)
8. Distant Love (5.09)
9. Nighthawks (3.34)
10. My Killer My Shadow (6.10)

Discografie